# VELUX 5 Oceans Race
VELUX 5 Oceans Race (daw. BOC Challenge, Around Alone) - regaty solo, dookoła świata, rozgrywane etapowo.

## Historia i trasa
Obecnie regaty VELUX 5 Oceans Race odbywają się co cztery lata. Są wyścigiem żeglarskim w tradycyjnym stylu. Start i meta regat znajduje się we Francji w La Rochelle. Uczestnicy mają do pokonania ok. 30 000 mil morskich w pięciu etapach.
Pierwszą edycję przeprowadzono na przełomie 1982/83 roku wtedy, jako BOC Challenge. Siedemnastu samotnych żeglarzy wystartowało 28 sierpnia 1982 r. z Rhode Island w Stanach Zjednoczonych. Regaty są najwyższym sprawdzianem dla ludzi i jednostek. Historia regat to też morskie dramaty. Dwóch żeglarzy straciło życie. W II edycji zaginął Francuz Jean Jacques de Roux, którego jacht znaleziono samotnie dryfujący u południowych brzegów Australii a w edycji IV zaginął wraz z jachtem Henry Hornblower Brytyjczyk Hary Mitchell.
W obecnej VIII edycji rozgrywanej na przełomie 2010/11, po pierwszym etapie zakończonym w Kapsztadzie drugie miejsce (na 5 startujących wyłonionych w eliminacjach) zajmuje Polak Zbigniew Gutkowski na jachcie Operon Racing (POL-2). 17 listopada 2010 dotarł on do mety pierwszego etapu w Kapsztadzie, przypłynął 3 dni po najlepszym obecnie w stawce Amerykaninie Brad Van Liewie.
Postępy uczestników mogą na żywo obserwować kibice poprzez oficjalną stron internetową. Uczestnicy mogą dwa razy przez dobę w trakcie każdego etapu włączyć "tryb ukryty", kiedy ich pozycja na mapie i wyniki nie są aktualizowane.

### Zwycięzcy regat
| Edycja | Rok     | Skiper            | Bandera | Jacht                 | Czas                |
| ------ | ------- | ----------------- | ------- | --------------------- | ------------------- |
| I      | 1982/83 | Philippe Jeantot  | FRA     | Credit Agricole       | 159 dni             |
| II     | 1986/87 | Philippe Jeantot  | FRA     | Credit Agricole       | 134 dni             |
| III    | 1990/91 | Christophe Auguin | FRA     | Groupe Sceta          | 120 dni             |
| IV     | 1994/95 | Christophe Auguin | FRA     | Sceta                 | 121 dni             |
| V      | 1998    | Giovanni Soldini  | ITA     | Fila                  | 116 dni             |
| VI     | 2002    | Bernard Stamm     | CHE     | Bobst Group Armor Lux | 115 dni (49 punkt.) |
| VII    | 2006/07 | Bernard Stamm     | CHE     | Cheminées Poujoulat   | 103 dni             |
| VIII   | 2010/11 | Brad Van Liew     | USA     | Le Pinguin            | 118 dni             |

### Edycje regat
Wynik (rezultaty) poszczególnych edycji regat:

#### VELUX 5 Oceans 2010/2011
- Start: 17 października 2010
- Uczestnicy: Zbigniew Gutkowski, Brad Van Liew, Derek Hatfield, Chris Stanmore-Major, Christophe Bullens (wycofał się po 1. etapie)
- Etapy: La Rochelle-Kapsztad (1), Kapsztad-Wellington (2), Wellington-Punta del Este (3), Punta del Este-Charleston (4), Charleston-La Rochelle (5)
- Meta: 27 maja 2011

| Pozycja | Zawodnik             | Etap 1 | Etap 2 | Etap 3 | Etap 4 | Etap 5 | Razem |
| ------- | -------------------- | ------ | ------ | ------ | ------ | ------ | ----- |
| 1.      | Brad Van Liew        | 15     | 15     | 15     | 13     | 15     | 73    |
| 2.      | Zbigniew Gutkowski   | 12     | 11     | 12     | 8      | 10     | 53    |
| 3.      | Derek Hatfield       | 10     | 11     | 9      | 13     | 8      | 51    |
| 4.      | Chris Stanmore-Major | 8      | 8      | 9      | 11     | 12     | 48    |
| 5.      | Christophe Bullens   | 7      | dnf    | -      | -      | -      | 7     |